# Kvantna fizika
Kvantna fizika grana je fizike koja sažima i objašnjava pojave u svijetu atomskih dimenzija. Zasnovana je na shvaćanju da je energija koju sadrži neki fizikalni sustav kvantizirana, tj. da ne može poprimati sve vrijednosti u nekom neprekidnom nizu unutar nekog područja, već je ograničena na pojedine odvojene (diskretne) vrijednosti. 
Uključuje dualizam, fizikalno uzročni ne-determinizam fizikalnih procesa i neizbježan utjecaj kroz promatranja.
Objašnjava pojave primjerice vezane uz mikroprocese u plinovima, kristalima, poluvodičima, supravodičima, suprafluidima. Svakodnevne stvari kao što su kemijska ili fizikalna svojstva različitih materijala (boja, feromagnetizam, električna vodljivost, itd) mogu se objasniti ili shvatiti samo pomoću kvantne fizike.
Pored teorije relativnosti, kvantna fizika je drugi kamen temeljac moderne fizike i najznačajnije područje teorijske fizike koje je razvijeno u 20. stoljeću.
Iz nje su se zdvojila područja kao kvantna mehanika, kvantna elektrodinamika, kvantna statistika, kvantna optika (laser) i kvantna kromodinamika.

## Povijest
Temelji se na modelima i konceptima kvantne teorije Maxa Plancka. Hipoteza bila je potrebna u 1900. godini, kada je klasična fizika svoje granice u opisu svjetla i strukturi materije.
Jedina poznata slabost kvantne fizike je u tome što nije u skladu s Općom teorijom relativnosti.

## Vanjske poveznice
- Čudaprirode.hr  Arhivirana inačica izvorne stranice od 11. lipnja 2017. (Wayback Machine)
- Matrixworld.hr  Arhivirana inačica izvorne stranice od 12. listopada 2016. (Wayback Machine)